# Matsunosuke Onoe
Matsunosuke Onoe es reconocido por ser la primera estrella relevante del Cine de Japón. Colaboró en producciones audiovisuales, realizando unas ochenta  por año entre 1910 y 1926, una gran parte fueron cortometrajes de modesta duración. El actor falleció  a los cincuenta años a causa de una enfermedad cardíaca durante el rodaje del filme de Kyokotsu Mikazuki de Tomiyasu Ikeda. La fama del intérprete se ha disipado con el trascurso de los años pero su figura es vital para conocer la historia de los primeros años del cine japonés.

## Del kabuki al estrellato
Tsuruzo Nakamura (nombre de nacimiento de Onoe) debutó realizando pequeñas obras teatrales con apenas cinco años de edad para la compañía Tamizo Onoe. Su pasión por la interpretación le llevó a abandonar su hogar a la temprana edad de catorce años de edad, uniéndose a una compañía ambulante de kabuki. Los actores pertenecientes a este estilo decidían un nombre como intérprete que les caracterizara, una técnica denominada como myosecky. Con la incursión en este grupo Tsuruzo Nakamura cambio su nombre al de Matsunosuke Onoe, perteneciendo a la tercera generación de actores que han utilizado este seudónimo.
En 1909 con 20 años de experiencia como actor de kabuki a sus espaldas, fue descubierto por el director de cine Shozo Makino, del que recibe su primera oferta como actor de cine para protagonizar la cinta Goban Tadanobu. Sus trabajos fueron bien recibidos logrando destacar en el mundo de la interpretación al vincular las características adquiridas durante su formación como actor teatral, realizando trucos extravagantes basados en la expresividad gestual para ganarse la atención de la audiencia, que dotaban de una mayor emoción a la experiencia cinematográfica. Estuvo familiarizado con personajes que representaban al ideal del héroe romántico, rentabilizando el género del jidaigeki y siendo una cara recurrente en las adaptaciones cinematográficas de los libros más vendidos de la época. Además logró un gran apoyo de la audiencia juvenil gracias a sus largometrajes en los que hacía de ninja .

## El gran enemigo de la carrera de Matsunosuke Onoe
Al igual que Estados Unidos, Japón fue uno de los grandes productores de cine a principios del siglo XX, destacando entre otros factores por ser uno de los países que más tarde integraron el sonido en sus largometrajes (la primera película japonesa con sonido fue Remai en 1926). Junto a Tokuko Nagai Takagi, Onoe se convirtió en uno de las primeras caras relevantes del cine mudo japonés. La llegada del cine sonoro no supuso un contratiempo para la carrera del actor ya que su popularidad llegó mucho más tarde, su mayor enemigo fue la figura del benshi.
Las películas japonesas eran rodadas con diálogos pero el sonido de este no era emitido en pantalla. El benshi, se convirtió en una figura complementaria a la proyección encargada de relatar en su totalidad los acontecimientos que tenían lugar en el filme, su labor se diferencia de la de los kodan. Mientras que los kodan eran comentaristas que daban un discurso previo la película que representaba una idea general de lo que iban a encontrar de forma ágil y sin llamar la atención, los benshi poco a poco fueron robando el protagonismo de las salas, convirtiéndose en las estrellas de sus propios espectáculos. Este estilo de visionado influyó a la hora de conseguir que se valorara el trabajo interpretación de los actores. Matsunosuke Onoe  consiguió diferenciarse del resto de actores de su época, al realizar diferentes proyectos de manera frecuente, siendo una cara familiar para el público japonés. Además su debut coincidió con el año en el comenzaron a publicarse las primeras revistas, donde la vida de las estrellas de cine acabaron  teniendo gran presencia.

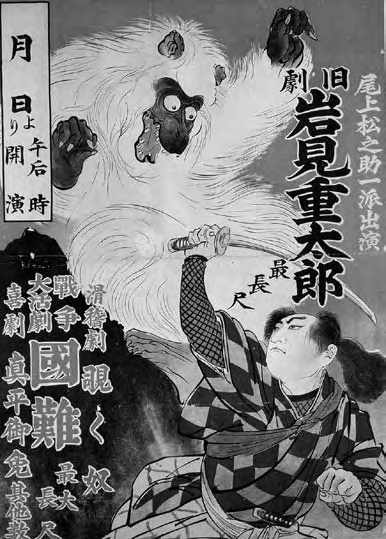

## Legado
Rápidamente Matsunosuke Onoe se convirtió en una leyenda, su trascendencia quedó patente en el arte gráfico, concretamente en el material promocional de sus películas. En una es estas imágenes se le puede ver luchando contra un mono gigante, sin embargo en la película el mono era interpretado por un actor disfrazado que no representaba una amenaza, un resultado alejado de la realidad pero que permitía engrandecer la magnificencia de su legado visualmente sobre el espectador.
En la actualidad, apenas se conservan títulos de la filmografía de este intérprete. Algunos de los títulos a los que si tenemos acceso son Chushingura (1910), Goketsu Jiraiya (1921) y Shibukawa Bangoro (1922). En 2015 vio la luz uno de sus trabajo inéditos a través de la donación de un coleccionista privado. Un filme que casi alcanzaba las cuatro horas de duración y que pertenecía a la última etapa profesional del artista. Esta pieza se exhibió por primera vez en el Festival de Cine de Kioto.